# 免疫忽视
免疫忽视（immunological ignorance）是指免疫系统对低水平抗原或低亲合力抗原不发生免疫应答的现象。也即淋巴细胞对机体内存在的某个抗原既不缺乏免疫力也不能对其进行免疫。
免疫忽视使得在一些自身抗原在胚胎发育过程中不能很好地被提呈给淋巴细胞，导致针对这些低水平表达的或低亲合力的自身抗原的淋巴细胞克隆未被删除，从而保留了这些潜在的自身反应性的淋巴细胞。